# Semeı
Semeı (în rusă și cu fostul alfabet chirilic kazah Семей, cunoscut până în 2007 ca Semipalatinsk (în rusă Семипала́тинск)) este un oraș din provincia Kazahstanul de Est. Populația orașului în anul 2012 a fost de 314.724 de locuitori. Printre grupurile etnice ce trăiesc în oraș se numără: kazahi (67,3 %), ruși (27,9 %), tătari (2,8 %), germani (0,73 %), ucraineni (0,3 %), belaruși (0,1 %) și alții.

## Personalități născute aici
- Marîna Poroșenko (n. 1962), medic, om politic, soția fostului președinte ucrainean Petro Poroșenko;
- Vladimir Kliciko (n. 1976), boxer.